# アニマルズ
アニマルズ（The Animals）は、1960年代半ばに人気を集めたイングランドのロックバンドである。ブルースに根ざした作風が特徴で、ビートルズ、ローリング・ストーンズ、ザ・フー、キンクスなどと共に人気を博した。アメリカではブリティッシュ・インヴェイジョンの代表格の一つとされている。
1963年に結成。音楽性はブルース・ロック、ブルー・アイド・ソウルなど多岐に渡った。1966年解散。ボーカリストのエリック・バードンはアメリカに渡って「エリック・バードン&ジ・アニマルズ」を結成して、反戦歌「スカイ・パイロット」などのサイケデリック・ロックの作品を残したが、1968年12月の日本公演の後に解散。
バードンは「ローリング・ストーンの選ぶ歴史上最も偉大な100人のシンガー」において第57位に選ばれた。

## 略歴

### アニマルズ
1963年、イングランドのニューカッスル・アポン・タインでエリック・バードン（ボーカル）、アラン・プライス（オルガン、ピアノ）、ヒルトン・ヴァレンタイン（ギター）、チャス・チャンドラー（ベース）、ジョン・スティール（ドラムス）の5人で結成。バンドの命名者はグレアム・ボンド。
非常にブルース色が強い音楽性を有し、ジョン・リー・フッカーの「Boom Boom」などを取り上げた。一方、シングルにはヒットを意識してブリル・ビルディング系の作品を多く取り上げた。
プロデューサーにミッキー・モストを迎えで制作した多数のヒット曲の中で、「朝日のあたる家」（1964年）が最大のものとして知られている。これはアメリカの伝統的なフォーク・ソングをブルース的な解釈でカバーしたものである。また全英2位に輝いたオリジナル「朝日のない街」（1965年）は、ブルース・スプリングスティーンやボン・ジョヴィなど多くのアーティストにカバーされ、ローリング・ストーンの選ぶオールタイム・グレイテスト・ソング500（2011年版）で235位にランクされた。他にもニーナ・シモンのカバー「悲しき願い」（1965年）、後にグランド・ファンク・レイルロードがカバーしたオリジナル「孤独の叫び」（1966年）など数多くのヒットを放つ。
同じ時期に活躍していたビートルズとは仲が良かった。メンバーのチャンドラーはジミ・ヘンドリックスを見出したことで知られている。
1966年、バードンと2代目ドラマーのバリー・ジェンキンス以外のメンバーが脱退。アニマルズは解散状態に陥った。

### エリック・バードン&ジ・アニマルズ
バードンは本拠地をサンフランシスコへ移してエリック・バードン&ジ・アニマルズを結成した。彼等はウェストコースト・ロックの代表格であるグレイトフル・デッドやジェファーソン・エアプレインなどと共にシスコ・サウンドの一翼を担った。1967年6月に開かれたモントレー・ポップ・フェスティバルの初日に出演。この時期の代表曲には「サンフランシスコの夜」（1967年）、「モントレー」（1967年）、「スカイ・パイロットト」（1968年）などがあり、「スカイ・パイロット」はサイケデリック・ロックの反戦歌とされている。
1968年4月にズート・マネー（キーボード、ベース、ボーカル）、同年7月に以前ズート・マネーズ・ビッグ・ロール・バンドとダンタリオンズ・チャリオットでマネーと共に活動した元ソフト・マシーンのアンディ・サマーズ（ギター）を迎え、10月に2枚組アルバム"Love Is"を発表した。
エリック・バードン&ジ・アニマルズの日本公演は、当初1968年9月の予定だったが、ビザの取得に時間がかかったので同年11月に延期されて実現した。ところが日本のプロモーターの正体は反社会的勢力だった。彼らが東京公演を終えて広島公演に向かう日の前の晩、プロモーターはマネージャーを監禁して来日の延期で損失した金額として$250,000を要求したうえ、翌日までにバンドと共に出国しなければメンバー共々危害を加えると脅した。マネージャーは$250,000の借用書に署名させられたが、幸いプロモーターには英語がわからなかったので、機転を利かせて借用書に「自分は銃を突きつけられているので署名した」と書き込んだ。彼等は既に広島に向けて運送されていた楽器や機材を全て諦めて、直ちに日本を去った。バードンは帰国後、解散を決めた。

### その後
1975年および1983年にオリジナル・メンバーで一時的に再結成し、1983年は日本公演を行った。
1994年、ロックの殿堂入り。

## ディスコグラフィ

### アルバム

#### アニマルズ
- 『ジ・アニマルズ』 - The Animals (1964年、US) / The Animals (1964年、UK)
- 『ジ・アニマルズ・オン・ツアー』 - The Animals on Tour (1965年、US)
- 『アニマル・トラックス』 - Animal Tracks (1965年、UK) / Animal Tracks (1965年、US)
- 『アニマリズムズ』 - Animalisms (1966年、UK) / Animalization (1966年、US)
- 『アニマリズム』 - Animalism (1966年、US)
- 『ビフォー・ウィー・ワー・ソー・ルードリー』 - Before We Were So Rudely Interrupted (1977年)
- 『アーク』 - Ark (1983年)

#### エリック・バードン&ジ・アニマルズ
- 『エリック・イズ・ヒア』 - Eric Is Here (1967年、US)[注釈 10]
- 『サンフランシスコの夜』 - Winds of Change (1967年) ※旧邦題『ウィンズ・オブ・チェンジ』
- 『野性の若者たち』 - The Twain Shall Meet (1968年) ※旧邦題『トウェイン・シャル・ミート』
- 『エヴリー・ワン・オブ・アス』 - Every One of Us (1968年、US)
- 『愛』 - Love Is (1968年) ※旧邦題『ラヴ・イズ』